# مینسک تراکتور
مینسک تراکتور (انگلیسی: Minsk Tractor) شرکت صنایع سنگین بلاروس است، که در سال ۱۹۴۶ تأسیس شد.